# Sint-Gilliskapel (Mulken)
De Sint-Gilliskapel, soms ook aangeduid als kerk, is een klein kerkgebouw in Mulken in de Belgische gemeente Tongeren-Borgloon in de provincie Limburg. De kapel ligt aan de Mulkerstraat aan de oostkant van de plaats. Bij de verbreding van de straat in 1871 werd het ommuurde kerkhof dat de kapel omringd ingekort.
Het gebouw is een kleine zaalkerk in classicistische barokstijl en bestaat uit een vroeg-gotische voorstaande westtoren in Maasgotiek, een eenbeukig schip met twee traveeën en een koor met een rechte travee en een driezijdige koorsluiting. Aan de zuidkant is de sacristie aangebouwd. De gesloten vierkante toren is opgetrokken in mergelsteen en heeft een plint van mergelsteen, silex en baksteen, drie geledingen, een ingesnoerde naaldspits, de bovenste geleding aan iedere zijde voorzien van een spitsboogvormig galmgat met een vierpas in het maaswerk, en onder de kroonlijst een rondboogfries met driepasmotief. Het schip is opgetrokken in baksteen met reminiscenties in de Maasstijl in de mergelstenen kroonlijst op ojiefvormige consoles, en heeft verder mergelstenen banden en hoekblokken, rondboogvensters in een omlijsting van kalksteen waarbij de negblokken op regelmatige afstanden geplaatst zijn, en een voorstaand noordportaal met een recentere rechthoekige deur. Het gebouw heeft kruisribgewelven met brede ribben die worden gedragen door zware gordelbogen met rondboogvorm die uitlopen op pilasters. Boven het koor bevindt zich een straalgewelf.
De kapel is gewijd aan Sint-Gillis en was een belangrijk bedevaartsoord. De eerste 9 dagen van september worden er nog steeds bedevaarten naar de kapel georganiseerd.

## Geschiedenis
In de 11e eeuw werd er melding gemaakt van een hier gelegen kwartkapel die door een rector wordt bediend. Deze is mogelijk opgericht door de heren van Mulken.
Mogelijk rond 1200 werd het gebouw vervangen door een kapel in overgangsstijl. Van deze kapel resteert nog de spitsboog tussen het schip en de toren.
Aan het eind van de 13e eeuw werd de huidige toren gebouwd.
In 1690 werd er begonnen aan de bouw van een nieuwe kapel (het koor) door Pierre de Simonis, heer van Betho.
In 1727 werd het gebouw verder afgewerkt door François de Hinnisdael, de erfgenaam van voornoemde heer.